# NGC 429
NGC 429 је лентикуларна галаксија у сазвежђу Кит која се налази на NGC листи објеката дубоког неба.
Деклинација објекта је - 0° 20' 42" а ректасцензија 1h 12m 57,4s. Привидна величина (магнитуда) објекта NGC 429 износи 13,4 а фотографска магнитуда 14,4. NGC 429 је још познат и под ознакама UGC 762, MCG 0-4-37, CGCG 385-27, PGC 4368.